# Клегг, Майкл Трэн
Майкл Трэн Клегг (англ. Michael Tran Clegg; род. 1 августа 1941, Пасадина, Калифорния) — американский генетик растений, специалист по популяционной генетике и молекулярной эволюции, видный ботаник-эволюционист. Доктор философии (1972), эмерит-профессор Калифорнийского университета в Ирвайне, прежде профессор Калифорнийского университета в Риверсайде. Член НАН США (1990), её секретарь по иностранным делам в 2002—2014 гг., член Американского философского общества (2012).

## Биография
Его отец и дед были учеными-биологами, а прадед — врачом. После средней школы пошёл служить в армию. По возвращении оттуда учился в Sacramento Junior College.
Окончил Калифорнийский университет в Дейвисе как бакалавр по сельскохозяйственной генетике — и там же получил степень доктора философии по генетике (1972). В том же 1972 году поступил в Брауновский университет, откуда в 1976 году перешёл в Университет Джорджии. С 1984 года профессор генетики Калифорнийского университета в Риверсайде, являлся там деканом Колледжа естественных и сельскохозяйственных наук (1994—2000), а также директором-основателем Института геномики (2000—2004). С 2004 года именной профессор (Donald Bren Professor) биологических наук Калифорнийского университета в Ирвайне, с 2014 года — в отставке. 
Являлся секретарем по иностранным делам Национальной АН США (избран им в 2002 году и переизбирался в 2006 и 2010 годах), президентом Американской генетической ассоциации (1987) и Society for Molecular Biology and Evolution (2002).
Фелло Американской академии искусств и наук (1992), фелло-ассоциат TWAS (2006). Также избран в академии наук Аргентины, Мексики, Кубы, Палестины.
Автор порядка 170 научных статей и глав в книгах, соавтор или редактор девяти книг.